# Gouveia (Minas Gerais)
Gouveia est une municipalité brésilienne de l'État du Minas Gerais et la microrégion de Diamantina.